# 程有守
程有守（？—？），字思約，直隸徽州府歙縣人，民籍，明朝政治人物、進士出身。

## 生平
萬曆元年（1573年）癸酉科應天府鄉試第一百二十三名，會試第二百十五名。萬曆二年，登進士第三甲第一百二十三名。萬曆九年，擔任泉州府同知，有政績，深得民心。万历二十三年（1595年）担任广东惠州府知府。

## 家族
曾祖父程蘭孫；祖父程琦；父程鐸。母汪氏。慈侍下。兄程有为。